# The Silken Affair
The Silken Affair es una película de comedia romántica británica de 1956 dirigida por Roy Kellino y protagonizada por David Niven, Geneviève Page, Wilfrid Hyde-White, Joan Sims, Irene Handl y Ronald Squire. El guion trata sobre un contador que es creativo con los libros de su empresa y utiliza el dinero para financiar una juerga romántica.

## Reparto
- David Niven como Roger Tweakham.
- Geneviève Page como Genevieve Gerard.
- Ronald Squire como Marberry.
- Beatrice Straight como Theora.
- Wilfrid Hyde-White como Sir Horace Hogg.
- Howard Marion-Crawford como Baggott.
- Dorothy Alison como la Sra. Tweakham.
- Miles Malleson como el Sr. Blucher.
- Richard Wattis como Worthington.
- Joan Sims como Lady Barber.
- Irene Handl como recepcionista.
- Charles Carson como juez.
- Harry Locke como estanco.
- Martin Boddey como detective.

## Recepción de la crítica
En Radio Times, David McGillivray la calificó de «comedia romántica frívola», en la que «el tema fue explotado mucho más eficazmente 20 años después en Something Wild de Jonathan Demme», mientras que TV Guide escribió: «Esta película intenta ser una comedia británica ligera y elegante en la forma sofisticada que es una de las mejores exportaciones británicas; sin embargo, la trama es demasiado inverosímil y el guión no da a los actores mucho con qué trabajar. La dirección compensa un poco con una producción atractiva. El reparto lo da todo, con Niven en su habitual interpretación ingeniosa y la protagonista internacional Page como el interés amoroso, ganando elogios de la crítica por su debut en películas inglesas».